# Верховный Политический Совет Йемена
Верховный Политический Совет — непризнанный орган власти республики Йемен, созданный коалицией антиправительственных сил во время военной операции в Йемене.

## История
6 августа 2016 года в подконтрольной повстанцам-хуситам городе Сана был создан новый главный руководящий орган страны — Верховный Политический Совет.
13 августа впервые с февраля 2015 года, состоялось заседание парламента Йемена. В нём приняли участие 170 депутатов из 301, при этом был достигнут кворум, который составляет 138 депутатов. Палата представитель Йемена официально утвердила состав Верховного Политического Совета и назначила ВПС главным руководящим органом Йемена. Участие в заседании приняли даже противники движения «Ансар Аллах» из партии «Ислах» и депутаты от южных регионов.
14 августа новообразованным советом в одностороннем порядке состоялась инаугурация руководства страны.
15 августа Мухаммед Али аль-Хуси передал флаг Йемена новому руководителю страны — председателю ВПС Салеху ас-Самаду. Революционный комитет прекратил своё существование, а его полномочия были переданы Верховному Политическому Совету.
20 августа около ста тысяч йеменцев вышли на митинг на площади Тахрир в Сане, чтобы выразить свою поддержку сформированному Верховному Политическому Совету. Председатель совета Салех ас-Самад заявил, что совет работает над созданием правительства в предстоящие дни и продвижением национального примирения. Вскоре в небе появились саудовские бомбардировщики, которые нанесли авиаудары близ мирных демонстрантов. Охраняющие демонстрацию ополченцы открыли огонь по самолетам из ручного оружия.
28 ноября 2016 года было сформировано Правительство Национального Спасения.
Однако самопровозглашенное правительство не было признано другими государствами.

## Состав
Председатель ВПС — Махди Аль-Машат;
Вице-председатель — доктор Касим Лабауза (глава партии Всеобщий народный конгресс в провинции Лахдж; 
Члены ВПС:
- Садек Амин Абу Расс — вице-председатель ВНК, бывший первый заместитель премьера;
- Юсуф аль-Фиши — правая рука руководителя страны Мухаммеда Али аль-Хуси. Аль-Фиши известен тем, что в своё время открыто попросил Иран не вмешиваться во внутренние дела Йемена;
- Халид ад-Дини — член ВНК, бывший губернатор провинции Хандрамут, работал в сфере планирования;
- Мухаммад Салех ан-Наими — глава политбюро либеральной партии "Союз народных сил", тесно связанной с движением "Ансар Аллах";
- Мубарак Салех аль-Машан — шейх влиятельного племени из провинции Мариб, командующий силами "Ансар Аллах" и Республиканской Гвардии в этом регионе;
- Абдулла Джабер аль-Вахбани — депутат от провинции Таиз, член партии ВНК, правозащитник;
- Султан ас-Самеи, социалист — сторонник пан-арабизма, депутат от провинции Таиз;
- Насыр Абдулла ан-Насыри, лидер левого движения “Национально-демократический фронт”, ранее жил в Адене.

### Список руководителей
| № | Имя             | Фото | Полномочия      | Полномочия     |                                                                  |
| № | Имя             | Фото | Начало          | Окончание      | Примечания                                                       |
| - | --------------- | ---- | --------------- | -------------- | ---------------------------------------------------------------- |
| 1 | Салех ас-Самад  |      | 14 августа 2016 | 19 апреля 2018 | Убит в ходе авианалёта саудовской коалиции, находясь в должности |
| 2 | Махди Аль-Машат |      | 19 апреля 2018  | действующий    |                                                                  |